# Мелчхи (родник)
Минеральный источник Мелчхи — памятник природы, расположенный в Гудермесском районе Чечни в 2,5 км к югу от перекрёстка федеральной трассы М-29 с дорогой ведущей в село Мелчхи. Источник выходит из обнажения мощного пласта верхнечокракского песчаника в верховье короткой и неглубокой балки. Вода гидрокарбонатно-сульфатно-натриевая, температура +72-75 °C. Дебит 200 м³ в сутки.
С 2006 года имеет статус особо охраняемой природной территории республиканского значения.